# Bailly-Romainvilliers
Bailly-Romainvilliers é uma comuna francesa localizada na região administrativa da Île-de-France, no departamento Sena e Marne. A comuna possui 7 437 habitantes segundo o censo de 2014.